# (100103) 1993 FC33
(100103) 1993 FC33 es un asteroide perteneciente al cinturón de asteroides, descubierto el 19 de marzo de 1993 por el equipo del Uppsala-ESO Survey of Asteroids and Comets desde el Observatorio de La Silla, Chile.